# 拉沙佩勒圣弗赖
拉沙佩勒圣弗赖（法語：La Chapelle-Saint-Fray，法語發音：[la ʃapɛl sɛ̃ fʁɛ]）是法国萨尔特省的一个市镇，属于马梅尔斯区。

## 地理
拉沙佩勒圣弗赖（48°6'38"N, 0°4'52"E）面积6.38 平方千米，位于法国卢瓦尔河地区大区萨尔特省，该省份为法国西北部内陆省份，北起顺时针与奥恩省、厄尔-卢瓦省、卢瓦-谢尔省、安德尔-卢瓦尔省、曼恩-卢瓦尔省和马耶讷省接壤，是法国大西部的入口，连接卢瓦尔河谷、布列塔尼和巴黎盆地。
与拉沙佩勒圣弗赖接壤的市镇（或旧市镇、城区）包括：拉巴佐日、栋夫龙昂香槟、拉米莱斯。

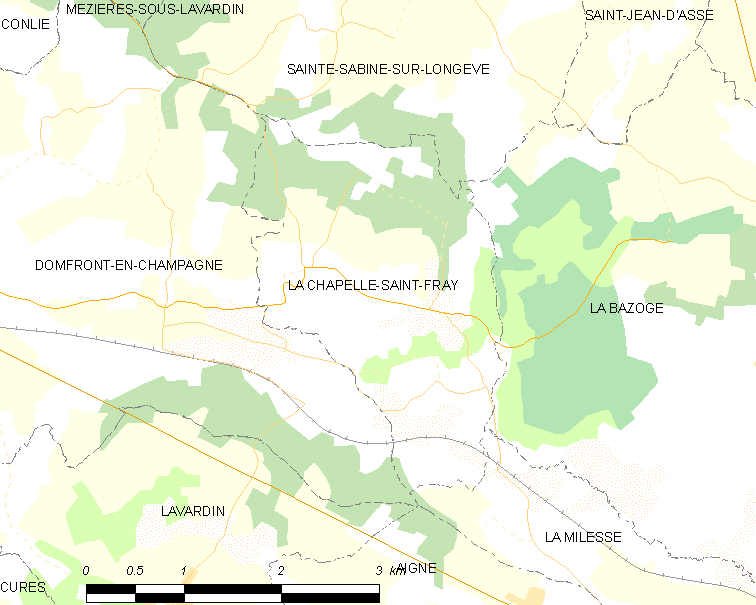
拉沙佩勒圣弗赖的OSM定位图

拉沙佩勒圣弗赖的时区为UTC+01:00、UTC+02:00（夏令时）。

## 行政
拉沙佩勒圣弗赖的邮政编码为72240，INSEE市镇编码为72066。

## 政治
拉沙佩勒圣弗赖所属的省级选区为卢埃县。

## 人口

1962-2008年间拉沙佩勒圣弗赖人口变化图示

拉沙佩勒圣弗赖于2022年1月1日时的人口数量为421人。